# Kowalski

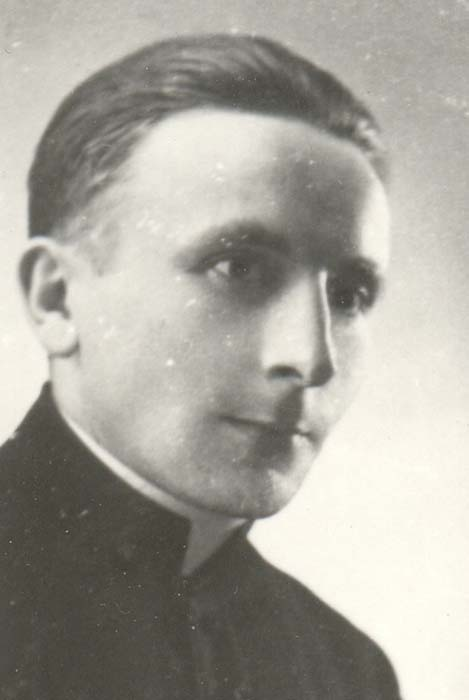
De Poolse geestelijke Józef Kowalski

Kowalski (vrouwelijk: Kowalska, meervoud: Kowalscy) is de tweede meest voorkomende naam in Polen. De naam is afkomstig van het Poolse woord "kowal", wat smid betekent.

## Personen met deze naam
Dragers van de naam zijn onder meer:
- Daniel Kowalski, Australisch zwemmer
- Józef Kowalski, Pools geestelijke
- Józef Kowalski, Pools-Russisch oorlogsveteraan
- Killer Kowalski, Canadees worstelaar

Draagsters van de naam zijn onder meer:
- Maria Faustina Kowalska, Poolse kloosterlinge, mystica en heilige
- Natalia Kowalska, Pools autocoureur

Fictieve personages met de naam zijn onder meer:
- Kowalski, uit De pinguïns van Madagascar
- Jacob Kowalski, uit de Fantastic Beasts films en boek